# 1835 dans les chemins de fer
chronologie des chemins de fer
1834 dans les chemins de fer - 1835 - 1836 dans les chemins de fer

## Évènements

### Mai
- 5 mai.  Belgique :   inauguration de la ligne de Bruxelles-Allée-Verte à Malines, première section du chemin de fer de Bruxelles à Anvers par les Chemins de fer de l’État belge[1] ( Il s'agit de la première ligne de chemin de fer à vapeur du continent destinée au trafic de voyageurs. Dans le monde, c'est le deuxième chemin de fer à vapeur pour voyageurs, à trois classes, après le chemin de fer anglais).

### Juillet
- 9 juillet : loi sur les chemins de fer en France.

### Novembre
- 4 novembre.  France :   ordonnance du Roi portant autorisation de la Société anonyme du chemin de fer de Paris à Saint-Germain.

### Décembre
- 7 décembre.  Allemagne :   mise en service du premier chemin de fer allemand reliant Nürnberg (Nuremberg) à Fürth.
- 30 décembre.  Belgique :   la locomotive à vapeur « Le Belge » est mise en service sur la ligne de Bruxelles-Allée-Verte à Malines. C'est la première machine construite en Belgique et en Europe continentale, elle a été réalisée par les ateliers John Cokerill de Seraing sous licence Robert Stephenson and Company[2],[3].

## Naissances
- x

## Décès
- x